# Štíhlounovití
Štíhlounovití (Chlamydoselachidae) je čeleď primitivních žraloků z řádu šedounů, která zahrnuje pouze dva recentní zástupce patřící do jediného recentního rodu Chlamydoselachus, a sice Chlamydoselachus africana bez českého jména a C. anguineus, který je v češtině znám jako žralok límcový. 

## Charakteristika
Štíhlounovití se vyznačují dlouhým štíhlým úhořovitým tělem s hadovitou hlavou s dorzoventrálně zploštělým velmi krátkým rypcem. V tlamě se nachází štíhlé trojhroté zuby v širokých rozestupech. Mají 6 párů žaberních štěrbin, přičemž první pár štěrbin je protažen až přes hrdlo. Hřbetní ploutev je nižší než řitní, prsní ploutve jsou menší než břišní. Délka těla dosahuje 1–2 metry.
Jsou vejcoživorodí, doba gestace je patrně extrémně dlouhá, snad až 3,5 roku. Vyskytují se většinou v hloubkách mezi 120–1450 metry. Živí se převážně hlavonožci, kostnatými rybami a jinými druhy žraloků.

## Seznam druhů
- Chlamydoselachus Garman, 1884
  - Chlamydoselachus africana Ebert & Compagno, 2009
  - Chlamydoselachus anguineus Garman, 1884 – žralok límcový
  - †Chlamydoselachus balli Cappetta, Morrison & Adnet, 2019
  - †Chlamydoselachus garmani Welton, 1983
  - †Chlamydoselachus gracilis Antunes & Cappetta, 2002
  - †Chlamydoselachus lawleyi Davis, 18870
  - †Chlamydoselachus tobleri Leriche, 1929
- †Dykeius Cappetta, Morrison & Adnet, 2019
  - †D. garethi Cappetta, Morrison & Adnet, 2019
- †Rolfodon Cappetta, Morrison & Adnet, 2019
  - †R. bracheri (Pfeil, 1983)
  - †R. fiedleri (Pfeil, 1983)
  - †R. goliath (Antunes & Cappetta, 2002)
  - †R. keyesi (Mannering & Hiller 2008)
  - †R. landinii (Carrillo-Briceño et al. 2014)
  - †R. ludvigseni Cappetta, Morrison & Adnet, 2019
  - †R. tatere (Consoli, 2008)
  - †R. thomsoni (Richter & Ward, 1990)